# 丘奇羅克 (新墨西哥州)
丘奇羅克（英語：Church Rock）是位於美國新墨西哥州麥金萊縣的普查規定居民點。

## 人口
根據2020年美國人口普查的數據，丘奇羅克的面積為47.50平方千米，皆為陸地。當地共有人口1542人，而人口密度為每平方千米32.46人。